# Minstrele (zespół muzyczny)
Minstrele – polski zespół bigbitowy założony jesienią 1965 roku w Lublinie. Zakończył swą działalność z końcem września 1970 roku. Jego skład zmieniał się wielokrotnie – przewinęło się około 30 muzyków.

## Historia

### Lata 1965-1967
Pierwszy skład grupy tworzyli: Andrzej Żołnierowicz (ex- Bezimienni; śpiew), Leszek Wijakowski (ex- Bezimienni; gitara), Leszek Juziuk (ex- The Minstrels; gitara basowa); Zbigniew Makowski (gitara), Krzysztof Radzki (perkusja) oraz Ryszard Lenartowicz (technik akustyk; w latach 1959-2005 pracownik Polskiego Radia Lublin). Spolszczoną nazwę „Minstrele” zaproponował muzykom Juziuk, w nawiązaniu do anglojęzycznej nazwy swojej poprzedniej grupy. Wówczas był to zespół stricte gitarowy, zafascynowany dokonaniami The Shadows i zachodnimi przebojami, emitowanymi na antenie Radia Luxembourg. Już w roku swojego powstania, czyli w 1965, formacja zwyciężyła w jednym z lokalnych przeglądów. W styczniu 1966 roku znalazła się pod patronatem Rady Uczelnianej Zrzeszenia Studentów Polskich Uniwersytetu Marii Curie-Skłodowskiej w Lublinie, a jej siedzibą był wówczas klub studencki „Skrzat”, mieszczący się na piętrze budynku „Chatki Żaka”. W tym też okresie zespół krótko współpracował z piosenkarką Jadwigą Kosiorkiewicz, następnie dołączyła wokalistka Barbara Kowalska. 

Zespół Minstrele wszedł na miejsce Bezimiennych pod patronat rady okręgowej ZSP. Przenieśliśmy się do Chatki Żaka. Chłopcy, ci pozostali z Bezimiennych rozpierzchli się. To była wiosna 1965 roku. Fani przeszli do Minstreli. Jeździliśmy na festiwale, nagrywaliśmy w lubelskim radio i telewizji, współpracowali z nami tekściarze. Rada okręgowa ZSP była nami zainteresowana, rektor pan Grzegorz Seidler był też zainteresowany. W Rzeszowie powstawała filia UMCS-u. Tam jednym autokarem pojechał Zespół Pieśni i Tańca pana Leszczyńskiego, drugim Minstrele ze swoimi gratami. Prezentowaliśmy środowisku noworodzącej się filii wysoki poziom artystyczny. Byliśmy ceniony zespołem. Nagrywaliśmy w radio i w telewizji, wszędzie nas, że tak powiem było pełno... W 1966 roku wzięliśmy udział w gdańskim festiwalu. Mieliśmy wyjazd na obóz kondycyjny do Świnoujścia. Uszyto nam stroje. Koszty pokrywała Rada Okręgowa. Dla studentów graliśmy z tarasu Chatki Żaka różnego rodzaju imprezy. Na Kozienaliach graliśmy dla całego Lublina, podobnie na balach na miasteczku akademickim. W czasie Kozienalii graliśmy na tarasie kawiarni Lublinianka. Tego samego dnia, przedpołudniem, graliśmy koncerty z Bramy Krakowskiej, oczywiście z playbacku. Przez kolumny głośnikowe szło nasze nagranie a my staliśmy z instrumentami i markowaliśmy wykonywanie utworów. Przed Bramą Krakowską było mnóstwo ludzi. Naszym siedliskiem poza „Tip Topem”, gdzie graliśmy była „Czarcia Łapa”. Tam spotykaliśmy się w soboty, a szczególnie w wolne niedziele przed południem i rozmawialiśmy o różnych problemach, którymi żyli młodzi ludzie... W tamtych czasach młodzież poza zajęciami sportowymi, nie bardzo miała czym się zajmować. Mieliśmy swoich stałych fanów, koleżanki i kolegów, całe grupy, które z nami chodziły na koncerty w różnych częściach miasta. Oni robili wszystko, żeby dostać się na zabawę, tam gdzie my graliśmy do tańca. Oni się fantastycznie bawili. To była grupa tak zwanej złotej młodzieży lubelskiej, bardzo zróżnicowana, w dużej części pochodząca z bardzo bogatych, szacownych rodzin. Dla nich była to jedyna rozrywka. Oni na takie zamknięte imprezy jak studniówki, też starali się wejść.

W maju grupa wystąpiła na Międzynarodowym Przeglądzie Zespołów Muzycznych w Gliwicach, gdzie zajęła IV miejsce. W dniach 4-5 czerwca 1966 roku lubelska formacja wzięła udział w półfinale Wiosennego Festiwalu Muzyki Nastolatków w Warszawie, gdzie - razem z Blackoutem i Dzikusami - zakwalifikowała się do udziału w koncercie finałowym tej imprezy, który odbył się 17 lipca 1966 roku w Gdańsku. Minstrele znalazły się tym samym w czołówce najlepszych zespołów big-beatowych w kraju. Jesienią tegoż roku formacja zagrała kilka wspólnych koncertów na terenie województwa lubelskiego z zespołem Polanie. 

Damian Stępień: I przyszedł czas na Festiwal Muzyki Nastolatków? 
Krzysztof Radzki: To była akcja ogólnopolska. Eliminacje zaczynały się od miast, później powiaty, województwa itd. W Warszawie pokonaliśmy popularny wtedy zespół Chochoły i dostaliśmy się do finału, gdzie były m.in. Dzikusy, Blackout, Nastolatki, czy Skaldowie. Byliśmy w gronie najlepszych zespołów big-beatowych w Polsce. Graliśmy na stadionie Lechii w Gdańsku przed 30-tysięczną publicznością. To było niewiarygodne. Mieszkaliśmy w Grand Hotelu, mieliśmy doskonałe warunki, do tego popularność, rozdawanie autografów... 
Damian Stępień: Woda sodowa nie uderzyła Wam do głowy? 
Krzysztof Radzki: Właśnie nie, wręcz przeciwnie. W pewnym momencie doszedłem do wniosku, że nie jest to droga jaką chciałbym iść. Granie traktowałem jako przygodę, hobby, ale nie sposób na życie. Zamiast muzykiem zostałem kierownikiem Domu Studenckiego, a potem Chatki Żaka... 
Damian Stępień: Co było niezwykłego w Minstrelach, że znaleźli się w czołówce polskich kapel big-beatowych? 
Krzysztof Radzki: Mieliśmy rozpoznawalne i charakterystyczne brzmienie zespołu. Rysio Lenartowicz, który można powiedzieć, że był naszym szefem technicznym, zbudował pierwszą kamerę pogłosową, taśmową na ośmiu głowicach. To była rewelacja, jeżeli chodzi o brzmienie. Już po Festiwalu Muzyki Nastolatków występowaliśmy w lubelskiej Estradzie razem z zespołem Polanie. Byli zaskoczeni naszą aparaturą. Bardzo nam jej zazdrościli. Pogłos w tamtych czasach to była nowość.

Również w 1966 roku Minstrele nagrywali w Polskim Radiu z Michałem Hochmanem, który jako pierwszy spopularyzował piosenkę pt. Konik na biegunach, i z Anną Przegalińską. Wkrótce odchodzi basista pierwszego składu grupy – Leszek Juziuk, a jego miejsce zajmuje Adam Frydecki. W ostatniej dekadzie listopada 1966 r., Minstrele wystąpili na Festiwalu Muzyki Młodzieżowej („Gitariada”) w Częstochowie, zajmując I miejsce. Na początku 1967 roku zespół opuszcza gitarzysta Zbigniew Makowski, którego zastąpił Zbigniew Gdula (ex- Telstar, Zwiastuny; gitara basowa). W marcu 1967 r. grupa wyjeżdża na występy do Debreczyna na Węgrzech. W dniach 21-22 kwietnia tegoż roku występuje na II Gliwickim Festiwalu Kulturalnym Studentów oraz na III Ogólnopolskim Przeglądzie Wokalistów i Zespołów Muzyki Rozrywkowej w Gliwicach. W maju 1967 roku do zespołu dołączył Marian Głąb (ex- Zwiastuny; śpiew), zajmując miejsce odchodzących z Minstreli: A. Żołnierowicza i B. Kowalskiej.

Później przestałem śpiewać w Minstrelach. Dom, praca, „Wesoła dziewiątka”... Byłem coraz dalej od Minstreli. Na moje miejsce przyszedł Marian Głąb, który na pewno wniósł dużo nowego... W Minstrelach osiągnąłem maksimum tego co mogłem osiągnąć bez grania na instrumencie a tylko przez głos i słuch, wyczucie rytmu i zamiłowanie do piosenki... Nie nagraliśmy żadnej płyty. To było naszą piętą Achillesową. Zespoły z innych miast miały operatywnego menadżera, który z jednej strony zadbał o podniesienie poziomu danego zespołu, z drugiej zrobił na tym troszeczkę biznesu i dał szansę wybić się temu zespołowi w skali kraju. Tu ciężko było ze sponsorami, ciężko było z ludźmi, którzy mogliby nam pomóc. Równolegle do nas działała Lubelska Estrada, która zatrudniała różnego rodzaju zespoły, sprowadzała je z całej Polski i z zagranicy. Współpracowali z Estradą artyści z operetki. My też czasami byliśmy przez Estradę angażowani do różnego rodzaju koncertów. Lubelska Estrada nie chciała objąć nas patronatem, nie widziała w tym interesu. Na przykład estrada szczecińska zatrudniła zespół Czerwono-Czarni, który powstał w Gdańsku. Oni stworzyli im dobre warunki finansowe, możliwości rozwoju, koncertowania w kraju.

Latem lubelska formacja zaprosiła do współpracy żeńską grupę wokalną, w której skład wchodziły studentki wychowania muzycznego Studium Nauczycielskiego w Lublinie (Lala Miklińska, Anna Ostrowska, Anna Zalewska), i po raz pierwszy rejestruje swoje utwory w Polskim Radio Lublin. Podczas tej sesji nagraniowej, Minstrele zaprezentowały melodyjny beat; kompozycje, ciążące w stronę freak-beatu oraz instrumentalne opracowania tematów muzyki klasycznej. Dokonano wówczas rejestracji następujących piosenek: Koniec szkolnego roku, Kudłaci przyjaciele, Kwiaty umierają (z towarzyszeniem żeńskiej grupy wokalnej), Na wagary, Pozdrowienia z gór, Stary człowiek i morze (z towarzyszeniem żeńskiej grupy wokalnej), Wolny dzień (wszystkie kompozycje autorstwa A. Frydeckiego – muzyka i słowa), Wiem że (muz. i sł. M. Głąb), a także utworów instrumentalnych: Tańce Połowieckie (beatowa wersja suity z opery Kniaź Igor, autorstwa Aleksandra Borodina), Poemat, autorstwa Zdenka Fibicha i Wschód słońca, autorstwa Adama Frydeckiego (z towarzyszeniem żeńskiej grupy wokalnej oraz instrumentów smyczkowych). Jesienią 1967 roku zostaje powołany do odbycia zasadniczej służby wojskowej i z tego też powodu odchodzi z zespołu gitarzysta Leszek Wijakowski. Jego miejsce zajmuje Z. Gdula, zaś drugim gitarzystą kolejnego już składu zostaje Janusz Frydecki. W tym zestawieniu, dodatkowo z udziałem grupy wokalnej, Minstrele wzięli udział w wielu lokalnych imprezach artystycznych. W listopadzie 1967 roku jednym z ważniejszych wydarzeń był udział lubelskiej formacji w koncercie finałowym II Festiwalu Muzyki Młodzieżowej w sali Filharmonii Częstochowskiej obok Czerwono Czarnych, jako laureat ubiegłorocznej edycji tej imprezy.

### Lata 1968-1970
Na początku 1968 roku zespół opuszcza gitarzysta Zbigniew Gdula, ponieważ do grupy powraca, zwolniony ze służby wojskowej, gitarzysta Leszek Wijakowski – wokalista Marian Głąb przyjmuje pseudonim „Karol Krystyn”. W tym też okresie muzycy przygotowywali się do nagrania longplaya z Michałem Hochmanem z którym wystąpili w audycji radiowej pt. Lubelskie rozmaitości literacko-muzyczne, lecz ostatecznie nic z tych planów nie wyszło. W marcu 1968 r. Minstrele uczestniczą w IV Ogólnopolskim Przeglądzie Wokalistów i Zespołów Muzyki Rozrywkowej w Gliwicach. W kwietniu grupa po raz drugi koncertuje na Węgrzech, odbywając dwutygodniową trasę koncertową, w tym występ obok węgierskiej formacji Rangers. Po powrocie do kraju odchodzi Wijakowski. Jego miejsce zajął Mirosław Ignaszewski (gitara). W maju w nowym składzie zespół wziął udział w lokalnych imprezach estradowych, między innymi w wydarzeniu Baw się razem z nami, zorganizowanym przez „Jazz Klub” mieszczący się przy Miejskim Domu Kultury w Lublinie. Wakacje zespół spędził w Puławach na obozie kondycyjnym zorganizowanym przez RO ZSP w Lublinie, w którym ze względów osobistych nie mogli wziąć udziału: K. Radzki, M. Głąb i M. Ignaszewski. W zastępstwie wystąpili gościnnie: Elżbieta Igras (śpiew), L. Wijakowski (gitara) i Edward Wójtowicz (perkusja). Jesienią w instrumentarium zespołu zostaje poszerzone o instrumenty klawiszowe i dęte, co spowoduje zmianę brzmienia na bardziej soulowe, a miejscami nawet nieco jazzujące.

Krzysztof Radzki: Zmieniało się brzmienie zespołu. W pewnym momencie doszły klawisze, chórki, także nie byliśmy już zespołem typowo gitarowym... Występowaliśmy także w radiu lubelskim jako zespół do nagrań Polskiego Radia. Tworzyliśmy wówczas podkłady muzyczne m.in. do wodewili. Przygotowaliśmy też materiał na płytę z Michałem Hochmanem. Było to w 1968 roku. Któregoś dnia Michał nie pojawił już się na próbie, bo musiał opuścić kraj.

W listopadzie 1968 roku Minstrele w składzie: M. Głąb (śpiew), J. Frydecki (gitara), A. Frydecki (gitara basowa), Zdzisław Szabat (saksofon tenorowy), Leszek Radzki (organy), K. Radzki (perkusja), uczestniczą w przeglądzie muzyki młodzieżowej „Estrada Studencka '68” w Gliwicach i tam zajmują II miejsce (za zespołem Romuald i Roman z Wrocławia, który zdobył I nagrodę). Sympatię publiczności zyskało bigbitowe wykonanie arii z operetki Jurija Milutina Niespokojne szczęście, pod zmienionym tytułem Pieśń tajgi. Po powrocie z Gliwic odchodzą: Z. Szabat i L. Radzki, a do zespołu wrócił gitarzysta Leszek Wijakowski. W odnowionym składzie Minstrele uczestniczyli w lokalnych wydarzeniach artystycznych, m.in. w imprezie „Wiedzą sąsiedzi”, zorganizowanej z okazji 25-lecia PORL przez Wydziały kultury Miejskiej Rady Narodowej w Rzeszowie i Lublinie. Wydarzenie miało miejsce w sali teatru (klubu) Relaks w Lublinie. Motywem przewodnim imprezy była piosenka nosząca taki sam tytuł, czyli Wiedzą sąsiedzi (sł. Kazimierz Łojan, muz. Jerzy Matwijów). W pierwszej dekadzie marca formacja wystąpiła na Festiwalu Muzycznym „Zamość '69”, który był etapem wojewódzkich eliminacji do II Młodzieżowego Festiwalu Muzycznego, zaś laureatami festiwalu zostali – żeńska grupa wokalna Echosondy z Zamościa i akompaniujący jej zespół Minstrele. Po festiwalu zamojskim do M. Głąba, L. Wijakowskiego, A. Frydeckiego i K. Radzkiego, dołączył Janusz Pliwko (trąbka), do grupy powracają także: Zdzisław Szabat i Leszek Radzki. W roku 1969 lubelska formacja nagrywa w P. R. Lublin nagrywa utwory podczas swojej drugiej, samodzielną sesji nagraniowej, a są to piosenki: Smutne popołudnie i Wielkie zamieszanie oraz utwór instrumentalny Polka Czałapucha (wszystkie kompozycje autorstwa A. Frydeckiego). W tym też składzie zespół wystąpił również w teleturnieju telewizyjnym „MY '69” jako reprezentant regionu lubelskiego. W dniach 1-10 maja 1969 roku Minstrele uczestniczyli w IV Festiwalu Kultury Studentów w Krakowie, biorąc udział w wielu imprezach; m.in. koncertując w Hali Wisły obok zespołów Dżamble i Pesymiści oraz występując na krakowskim Barbakanie i w Nowej Hucie. Po powrocie z festiwalu grupę opuścili: A. Frydecki, J. Pliwko, L. Radzki i Z. Szabat, zaś ich miejsce zajęli: Janusz Kozłowski (instrumenty klawiszowe) i Andrzej Wysocki (gitara basowa). W nowym składzie, po wakacyjnej przerwie zespół dokonał kolejnych nagrań w lubelskiej rozgłośni, a były to piosenki autorstwa Kozłowskiego: Dokąd pędzi czas, Posłuchaj i Krzyk. Jesienią 1969 roku formacja przenosi się do studenckiego klubu „Arcus” w Lublinie, gdzie grywa wieczorami i pracuje na repertuarem. Po pewnym czasie do nowo powstającego zespołu Pattern Blues, odchodzi wokalista Marian Głąb. Na początku 1970 roku odchodzi perkusista Krzysztof Radzki, którego miejsce zajmuje Zbigniew Kitliński (ex- Słowianie). Wkrótce do zespołu wraca M. Głąb. Na przełomie marca i kwietnia 1970 roku zespół w składzie: M. Głąb (śpiew), L. Wijakowski (gitara), J. Kozłowski (instrumenty klawiszowe), A. Wysocki (gitara basowa), Z. Kitliński (perkusja), wystąpił jako reprezentant środowiska akademickiego UMCS Lublin w programie z cyklu Telewizyjny Ekran Młodych, który realizowano w warszawskim klubie Stodoła. W kwietniu miejsce odchodzącego do wojska klawiszowca Jana Kozłowskiego zajmuje Czesław Wrzos. W maju 1970 roku Minstrele przenoszą się z lubelskiego „Arcusa” do klubu młodzieżowego „Iskra” w Świdniku. W tym okresie zespół występuje w składzie: M. Głąb (śpiew), L. Wijakowski (gitara), A. Wysocki (gitara basowa), Cz. Wrzos (organy), Z. Kitliński (perkusja) i R. Lenartowicz (technik akustyk). Z końcem września 1970 roku zespół przestaje istnieć, ponieważ z Lublina do Warszawy udają się jego trzej muzycy, a mianowicie: Wysocki, Wrzos i Kitliński. Wraz z ich odejściem grupie zabrakło perspektyw dalszej działalności. 

Krzysztof Radzki: Graliśmy do początku lat 70. Później każdy poszedł swoją drogą. Proza życia, trzeba było iść na studia, rozpocząć pracę, założyć rodzinę. Można powiedzieć, że nasze hobby zostało zawieszone. Po tragicznej śmierci gitarzysty Leszka Wijatkowskiego napisałem piosenkę Był taki muzyk, którą właśnie jemu zadedykowałem.

### Po 1970 roku
Wiosną 1971 roku, gitarzysta Leszek Wijakowski wszedł w skład Budki Suflera na czas występów zespołu w sztuce Aleksandra Fredry pt. Gwałtu, co się dzieje! (muz. Seweryn Krajewski), wystawianej w Teatrze im. Juliusza Osterwy w Lublinie. Muzycy dali ponad 200 przedstawień, ponieważ sztuka nie schodziła z afisza przez wiele miesięcy.
Barbara Kowalska i Zbigniew Kitliński, kojarzeni są głównie ze światem jazzu. Wokalistka mieszka Stanach Zjednoczonych i na swym koncie ma m.in. współpracę z Michałem Urbaniakiem, zaś ostatni w kolejności perkusista Minstreli, kojarzony jest głównie z zespołem Jazz Carriers.

### Powrót po latach
W latach dziewięćdziesiątych, lubelska formacja została reaktywowana. Muzycy Minstreli występowali w każdą trzecią środę miesiąca (12 występów w ciągu roku) w ramach „Dino Patol Klubu”, który działał przy Kawiarni Artystycznej Hades w Lublinie. Stale, czy też gościnnie z zespołem występowali jego dawni wokaliści: Barbara Kowalska, Andrzej Żołnierowicz, Marian Głąb, a także muzycy, którzy niegdyś grali w klubie Hades – na przykład Marek Mrówczyński, dawny wokalista grupy Słowianie.

Damian Stępień: Po latach przyszedł czas na powrót Minstreli. 
Krzysztof Radzki: Tak w latach 90. reaktywowaliśmy zespół. Przez dziesięć lat graliśmy w Hadesie. Udało nam się wtedy ściągnąć na koncerty m.in. Basię i Michała. Andrzej Żołnierowicz miał też swój koncert. Wszystkie te wydarzenia funkcjonowały pod wiele mówiącą nazwą Dino Patol Klub. Swoje bywanie w klubie zakończyliśmy godzinnym koncertem w czasie finałowego występu z okazji 10-lecia Dino Patol Klubu. Przenieśliśmy się na ul. Lubartowską, gdzie gramy od kilku lat. W zespole występują: Janusz Kozłowski – organy, Jerzy Zientek – gitara basowa, Marian Głąb – gitara i wokal, Andrzej Żołnierowicz – wokal oraz ja na perkusji.

W 2021 roku wytwórnia Kameleon Records wydała na płycie kompaktowej wszystkie nagrania radiowe zespołu z lat 1966-1969; w tym dwa nagrania koncertowe zarejestrowane podczas koncertu finałowego Wiosennego Festiwalu Muzyki Nastolatków, który odbył się w lipcu 1966 r. w Gdańsku.

## Dyskografia

### Albumy
- 2021: Kudłaci przyjaciele. Nagrania archiwalne z lat 1966–1969 (CD, Kameleon Records KAMCD 85)[3][7]

### Kompilacje
- 2000: Popołudnie z młodością Vol. 1 (CD, Andromeda CD-427)[8]
- 2019: Ze szpulowca bigbitowca (CD, GAD Records GAD CD 108)[8]